# Mülgaustraße 5 (Mönchengladbach)

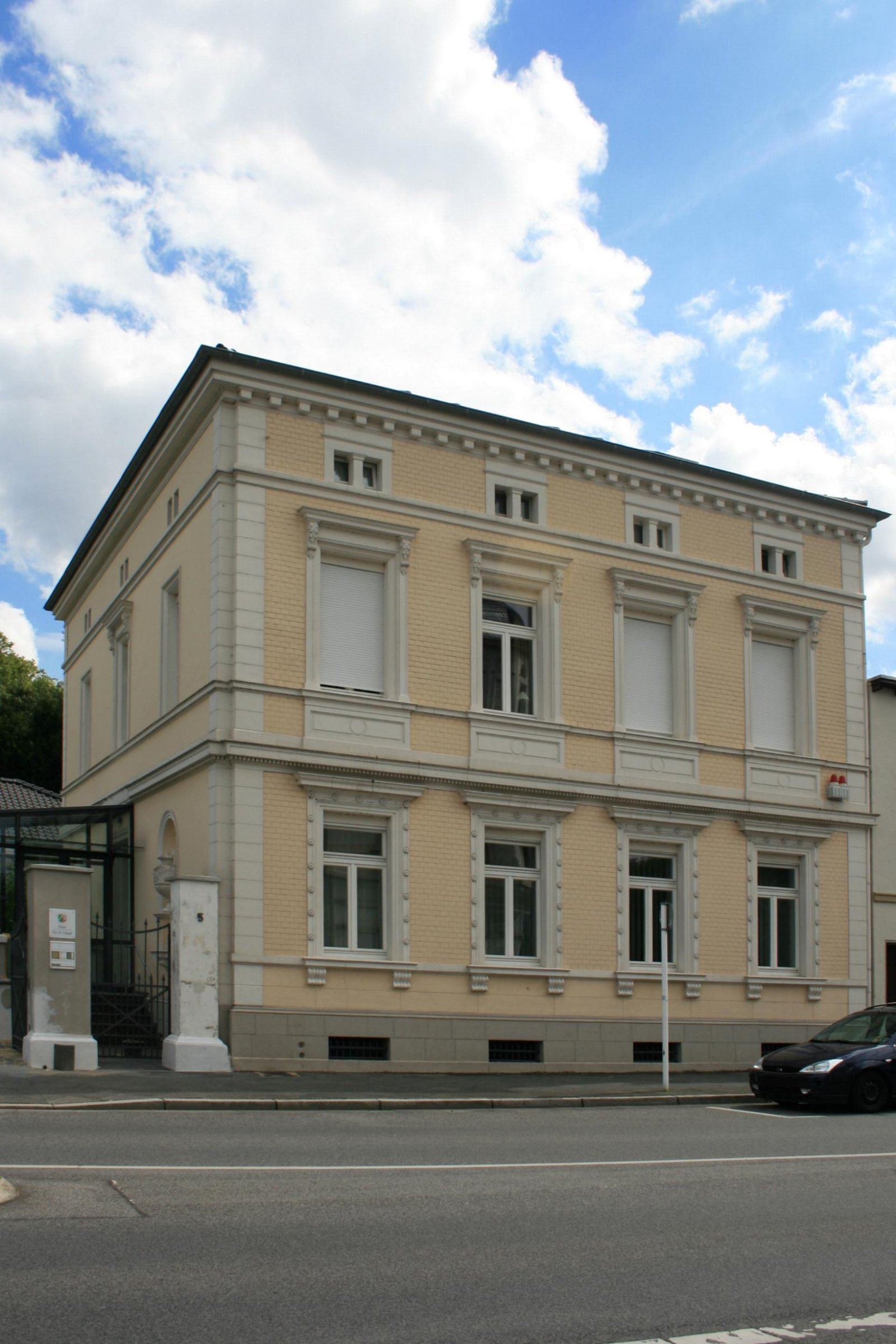
Wohnhaus (2010)

Das Wohnhaus Mülgaustraße 5 steht im Stadtteil Odenkirchen in Mönchengladbach (Nordrhein-Westfalen).
Das Gebäude wurde 1877 erbaut. Es wurde unter Nr. M 036 am 15. Dezember 1987 in die Denkmalliste der Stadt Mönchengladbach eingetragen.

## Lage
Die Mülgaustraße ist die Verlängerung der „Burgfreiheit“. Das Haus Nr. 5  liegt an der Ecke Mülgaustraße und der Straße am Pixbusch.

## Architektur
Bei dem Objekt handelt es sich um ein dreiseitig freistehendes, zweigeschossiges Wohnhaus. Das flache Zeltdach wird in der Fassadenansicht kaum wirksam.
Das Objekt ist erhaltenswert als qualitätsvoller Wohnhausbau in für die Entstehungszeit charakteristisches Formen und ein aussagekräftiges Beispiel für den Wohnstil des wohlhabenden Bürgertums zur Gründerzeit.